# 1893-as argentin labdarúgó-bajnokság (első osztály)
Az 1893-as Primera División volt a 2. alkalommal megrendezett, legmagasabb szintű labdarúgó-bajnokság Argentínában.
A bajnokságot a Lomas csapata nyerte meg, a bajnokság történetében először.

## Tabella
| Hely. | Csapat                           | M | Gy | D | V | G+ | G– | Gk  | P  | Továbbjutás vagy kiesés |
| ----- | -------------------------------- | - | -- | - | - | -- | -- | --- | -- | ----------------------- |
| 1.    | Lomas (B)                        | 8 | 7  | 1 | 0 | 26 | 2  | +24 | 15 | Bajnokcsapat            |
| 2.    | Flores                           | 8 | 5  | 0 | 3 | 19 | 9  | +10 | 10 |                         |
| 3.    | Quilmes                          | 8 | 3  | 3 | 2 | 12 | 11 | +1  | 9  |                         |
| 4.    | Buenos Aires English High School | 8 | 1  | 2 | 5 | 6  | 25 | −19 | 4  |                         |
| 5.    | Buenos Aires and Rosario Railway | 8 | 0  | 2 | 6 | 3  | 19 | −16 | 2  |                         |